# Shintoismo

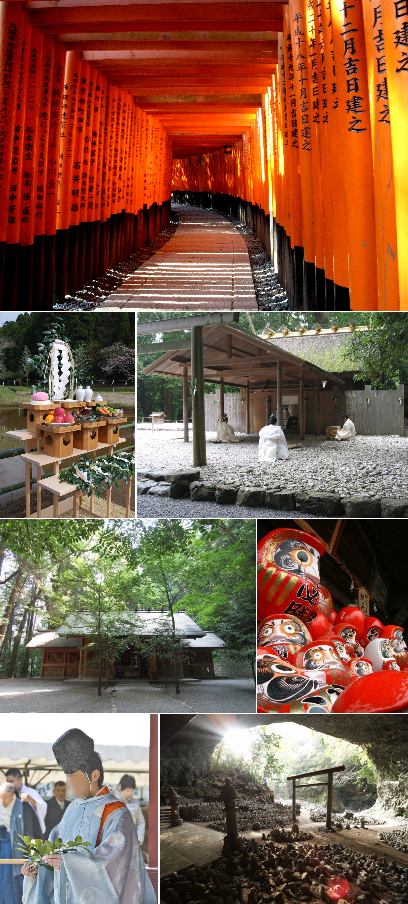
Varie immagini shintoiste.

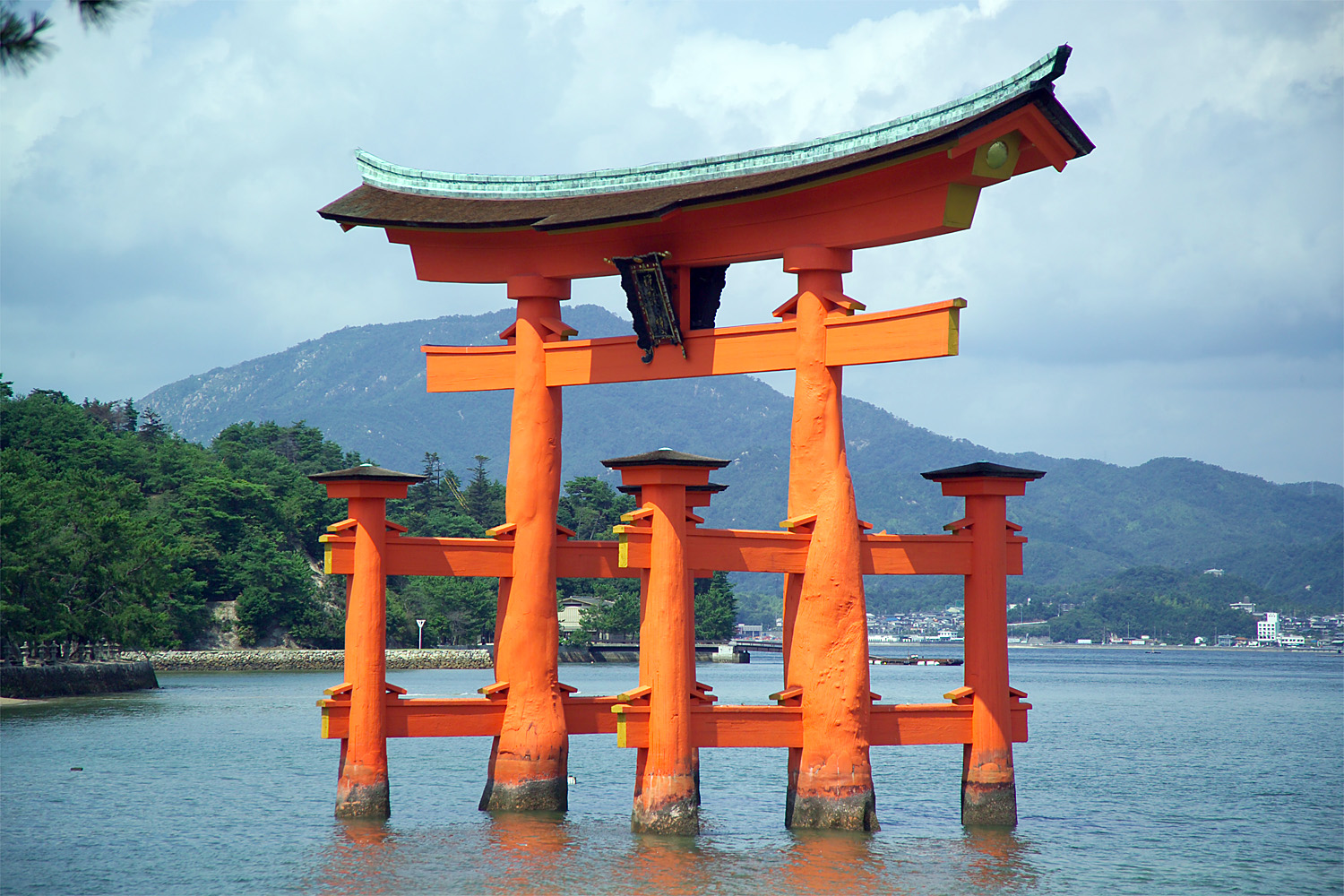
Torii sul mare al santuario di Itsukushima

Lo shintō (in giapponese 神道?) noto anche come scintoismo o shintoismo è una religione di natura politeista e animista nativa del Giappone.
Prevede l'adorazione dei "kami", cioè divinità, spiriti naturali o semplicemente presenze spirituali. Alcuni kami sono locali e possono essere considerati come gli spiriti guardiani di un luogo particolare, ma altri possono rappresentare uno specifico oggetto o un evento naturale, come per esempio Amaterasu, la dea del Sole. Il Dio delle religioni monoteiste occidentali in giapponese viene tradotto come kami-sama (神様?). Talvolta anche le persone illustri, gli eroi e gli antenati divengono oggetto di venerazione post mortem e vengono deificati e annoverati tra i kami.
La parola Shinto ha origine nel VI secolo, quando divenne necessario distinguere la religione nativa del Giappone da quella buddista di recente importazione, prima di quell'epoca non pare esserci stato un nome specifico per riferirsi ad esso. Shinto è formato dall'unione dei due kanji: 神 shin che significa "divinità", "spirito" (il carattere può essere anche letto come kami in giapponese ed è a sua volta formato dall'unione di altri due caratteri, 示 "altare" e 申 "parlare, riferire"; letteralmente ciò che parla, si manifesta dall'altare. 申 ne determina anche la lettura) e 道 tō in cinese Tao ("via", "sentiero" e per estensione; in senso filosofico rende il significato di pratica o disciplina come in Judo o Karatedo o ancora Aikidō). Quindi, Shinto significa letteralmente "via del divino". In alternativa a Shinto, l'espressione puramente giapponese — con il medesimo significato — per indicare lo Shintoismo è Kami no michi.
Il termine "shintō" viene adoperato anche per indicare il corpo del nume, ovvero la reliquia presso cui il kami partecipa materialmente (per esempio una spada sacra).
Nella seconda metà del XIX secolo, nel contesto del Rinnovamento Meiji fu elaborato lo Shinto di Stato (国家神道?, Kokka Shintō), che mirava a dare un supporto ideologico e uno strumento di controllo sociale alla classe dirigente giapponese, e poneva al centro la figura dell'imperatore e della dea Amaterasu, progenitrice della stirpe imperiale. Lo Shinto di Stato fu smantellato alla fine della seconda guerra mondiale, con l'occupazione del Giappone. Alcune pratiche ed insegnamenti shintoisti che durante la guerra erano considerati di grande preminenza ora non sono più insegnati o praticati mentre altri rimangono particolarmente diffusi come pratiche quotidiane senza però assumere particolari connotazioni religiose, come l'Omikuji (una forma di divinazione).

## Storia della religione shintoista

### Periodo preistorico

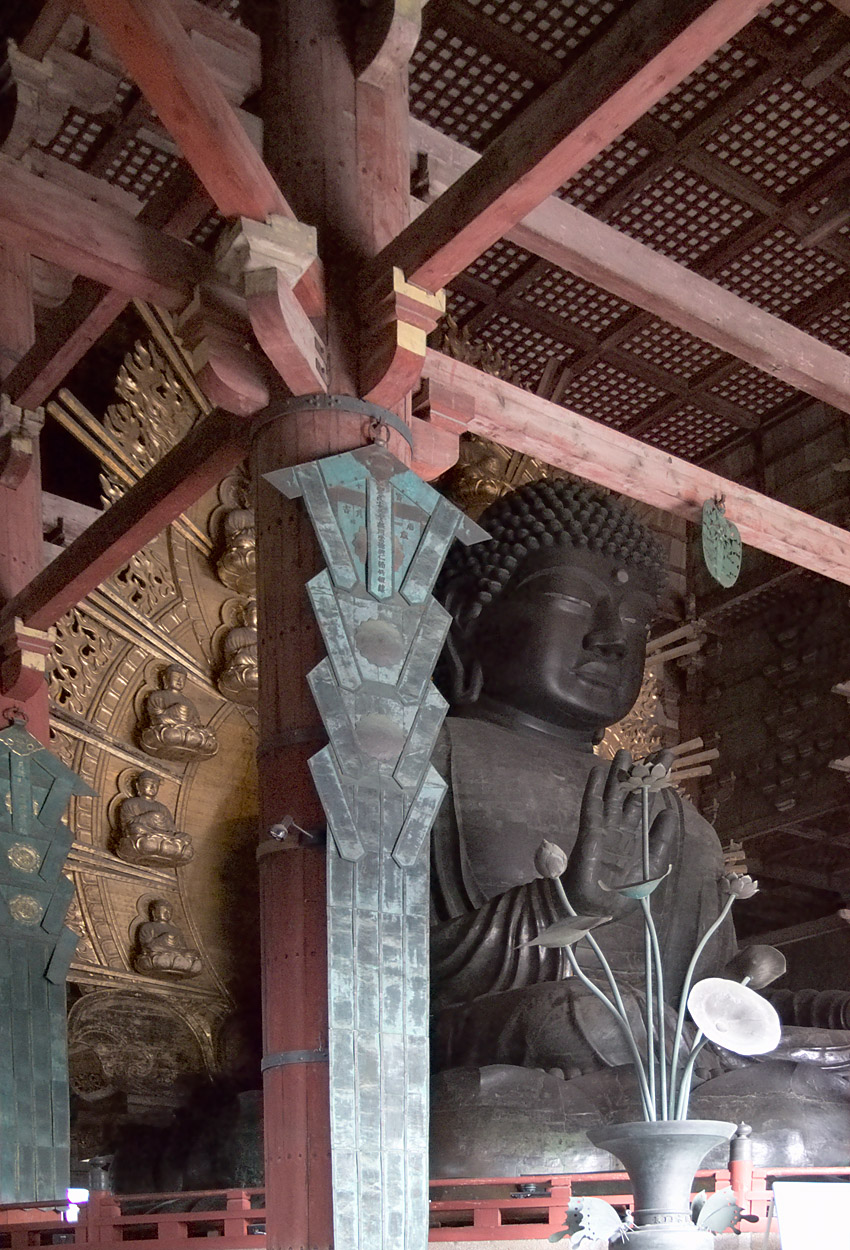
Il Grande Buddha di Nara, 752 circa

Le origini dello Shintoismo si sono perse nel tempo, ma pare che si sia originato alla fine dell'ultimo Periodo Jōmon. Esistono diverse teorie riguardo agli antenati del popolo giapponese odierno; la più accettata è quella che li indica come discendenti di popolazioni dell'Asia Centrale e dell'Indonesia.
Più probabilmente dopo l'arrivo dei primi antenati del popolo giapponese, ogni villaggio e area aveva la sua propria collezione di divinità e riti senza alcuna relazione tra un culto locale e l'altro. In seguito all'ascesa degli antenati dell'odierna famiglia imperiale giapponese andò probabilmente a crearsi un pantheon stabile, anche se mai definitivamente, in quanto anche oggi le divinità sono innumerevoli, proprio perché considerate manifestazione della natura stessa, sacra in ogni sua forma.

### Relazioni con il Buddhismo
L'introduzione della scrittura nel V secolo e del Buddhismo nel VI secolo ebbero un profondo impatto nello sviluppo di un sistema unificato di credenze shintoiste. Nel giro di un breve periodo di tempo all'inizio del periodo Nara, il Kojiki (Memorie degli eventi antichi, 712) ed il Nihongi (Annali del Giappone, 720 circa) furono scritti compilando miti e leggende esistenti in un resoconto unificato (vedi la voce sulla mitologia giapponese). Questi resoconti avevano un duplice scopo: innanzitutto favorire l'introduzione di temi taoisti, confuciani e buddhisti nella narrativa, mirati a impressionare i cinesi dimostrando che la cultura giapponese non era inferiore alla loro; in secondo luogo queste narrazioni erano volte a legittimare la casa imperiale, facendola discendere dalla dea del Sole Amaterasu. La maggior parte del territorio del Giappone moderno era sotto un controllo frammentario da parte della famiglia imperiale, e gruppi etnici rivali confinanti (inclusi forse gli antenati degli Ainu) continuavano ad essere ostili. Le antologie mitologiche, insieme ad altre antologie di poesie come il Manyoshu, contribuirono a rafforzare la centralità della famiglia imperiale sostenendo e divinizzando il suo mandato governativo.
Con l'introduzione del Buddhismo e la sua rapida adozione a corte, divenne necessario spiegare l'apparente differenza tra il credo nativo giapponese e gli insegnamenti buddhisti. In effetti lo Shintoismo non ebbe un nome fino a che non divenne necessario distinguerlo dal Buddhismo. Quest'ultimo non penetrò spazzando via la precedente fede giapponese, ma al contrario contribuì al suo consolidamento. Esso legittimò infatti tutti gli dèi giapponesi, considerandoli come entità sovrannaturali intrappolate nel ciclo delle rinascite. Questa spiegazione venne più tardi contestata dalla corrente Kūkai, che considerava i kami come incarnazioni speciali del Buddha stesso. Per esempio collegò la dea del Sole, e antenata della famiglia imperiale, Amaterasu, a Dainichi Nyorai, una manifestazione del Buddha, il cui nome significa letteralmente "Grande Buddha Solare". Secondo questo punto di vista i kami erano semplicemente Buddha con un altro nome. Parallelamente alla teologia, anche i due sistemi di valori andarono progressivamente a sostenersi e a scambiarsi elementi: c'è infatti una forte compatibilità tra gli insegnamenti naturalistici dello Shintoismo e quelli compassionevoli del Buddhismo.
La coesistenza e amalgama di Buddhismo e Shintoismo dai punti di vista dello Shinbutsu Shugo e del sincretismo ebbe larga diffusione fino alla fine del Periodo Edo. A quell'epoca nacque un rinnovato interesse negli studi giapponesi (Kokugaku), forse come risultato della politica del paese chiuso. Nel XVIII secolo con vari studiosi giapponesi, in particolare Motoori Norinaga (1730 - 1801), ci furono vari tentativi di separare lo Shintoismo dalle influenze straniere. I tentativi non ebbero grande successo, sin dall'epoca del Nihonshoki, quando parti della teologia e del creazionismo shintoista vennero prese esplicitamente in prestito dalla dottrina cinese (per esempio le divinità procreatrici Izanami e Izanagi furono comparate alle energie del Tao, Yin e Yang). Questi tentativi prepararono comunque il terreno per l'introduzione dello Shintoismo di Stato, in seguito alla Restaurazione Meiji, con il quale Shintoismo e Buddhismo furono ufficialmente separati. Solo nel dopoguerra, con la separazione dei templi dal controllo governativo, saranno nuovamente adottato alcuni rituali combinatori kami-Buddha per far fronte alle richieste della popolazione.

### Shintoismo di Stato

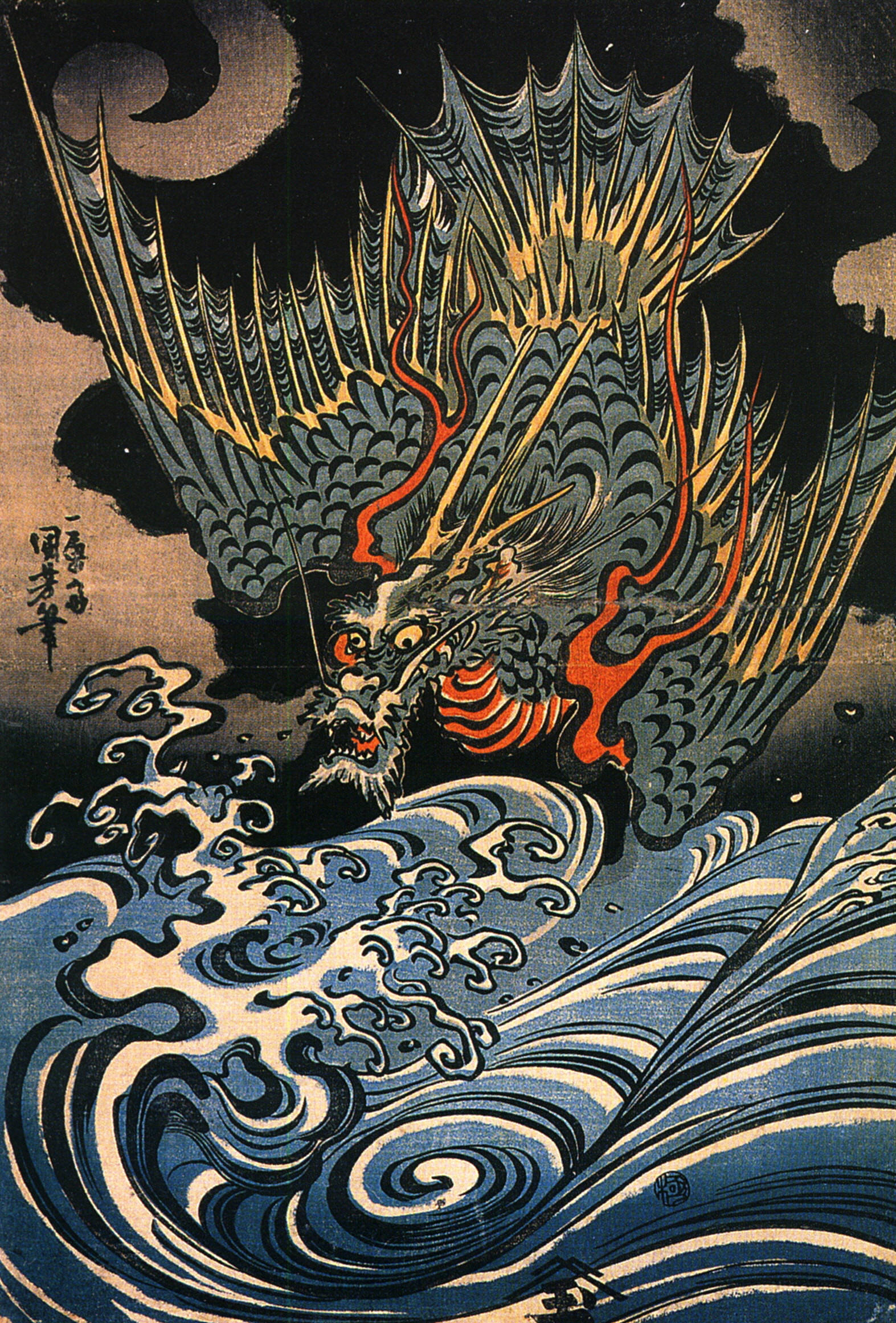
Le leggende mitologiche, enfatizzate dallo Shintoismo di Stato

Lo Shintoismo di Stato venne istituito in seguito alla Restaurazione Meiji, quando il culto assunse il ruolo di religione ufficiale del Giappone e nel 1868 la sua combinazione con il Buddhismo venne resa illegale. In questo periodo, molti studiosi del Kokugaku iniziarono a vedere lo Shintoismo come mezzo attraverso cui unificare il Paese ed aumentarne la devozione all'imperatore, per velocizzare il più possibile il processo di modernizzazione. Lo shock psicologico delle navi nere e il conseguente collasso dello shogunato convinsero molti che solo una nazione unita avrebbe potuto resistere alla colonizzazione dei popoli stranieri. In conseguenza di ciò lo Shintoismo venne utilizzato come strumento per promuovere l'adorazione dell'imperatore (quindi della propria nazione) e venne esportato nei territori colonizzati come l'Hokkaidō, Taiwan e la Corea.
Nel 1871 venne istituito un Ministero delle divinità e i templi shintoisti vennero divisi in dodici livelli con sede centrale al tempio di Ise (dedicato ad Amaterasu e perciò simboleggiante la legittimità della famiglia imperiale). Negli anni seguenti il Ministero delle divinità venne rimpiazzato da una nuova istituzione, il Ministero della religione, incaricato di guidare l'istruzione allo shushin (letteralmente "sentiero morale"). Questo fu uno dei maggiori capovolgimenti dall'epoca del Periodo Edo. I preti iniziarono ad essere eletti ufficialmente, retribuiti ed incaricati dallo Stato di istruire i giovani attraverso una forma di teologia shintoista basata sulla storia mitologica della casata imperiale e dello Stato giapponese.
Con il passare del tempo lo Shintoismo venne utilizzato sempre più per enfatizzare i sentimenti nazionalisti popolari. Nel 1890 venne promulgato il Kyoiku Chokugo (Rescritto imperiale sull'educazione) che richiese agli studenti di recitare ritualmente il giuramento di offrire sé stessi coraggiosamente allo Stato, così come di proteggere la famiglia imperiale. La pratica dell'adorazione dell'Imperatore venne ulteriormente diffusa dalla distribuzione di ritratti imperiali come oggetti di venerazione esoterica. Questo utilizzo dello Shintoismo diede al patriottismo giapponese una tinta di misticismo speciale e di introversione culturale, che divenne sempre più pronunciata con il passare del tempo.
Questo processo continuò a consolidarsi durante il periodo Shōwa prima di arrestarsi bruscamente nell'agosto 1945, con la separazione tra Stato e Chiesa shintoista. Ironicamente, l'invasione dell'Occidente così temuta all'inizio dell'epoca Meiji era infine arrivata, in parte a causa della radicalizzazione del Giappone permessa dalla sua compattezza religiosa.

### La riforma moderna
L'epoca dello Shintoismo di Stato si chiuse bruscamente con la fine della seconda guerra mondiale. Poco dopo la fine del conflitto l'imperatore annunciò pubblicamente la rinuncia al suo stato di divinità terrena e smentì la discendenza della famiglia imperiale dalla dea Amaterasu. In conseguenza ai risultati della guerra molti giapponesi conclusero che la causa della sconfitta fosse stata la hybris (superbia) dell'Impero. La brama di territori stranieri accecò i loro leader esaltando l'importanza della loro patria. Nel periodo successivo alla guerra comparvero numerose Shinshukyo (nuove sette religiose), molte delle quali ostentatamente basate sullo Shintoismo.
Successivamente alla guerra lo Shintoismo insistette con meno importanza sulla mitologia e il mandato divino della famiglia imperiale. Invece i templi tesero a focalizzarsi su attività sociali, volte ad aiutare le persone ordinarie nel migliorare le proprie condizioni o se stessi, mantenendo buone relazioni con gli antenati e gli dèi. Successivamente alla guerra la pratica generale dei rituali shintoisti non è diminuita. La spiegazione normalmente data per questa anomalia è che, in seguito alla dismissione dello Shintoismo di Stato, la religione è ritornata alla sua posizione tradizionale, culturalmente radicata, piuttosto che imposta. In ogni caso lo Shintoismo ed i suoi valori continuano ad essere una componente fondamentale della vita e della mentalità giapponese.

## Categorizzazione e struttura

### Classificazione religiosa

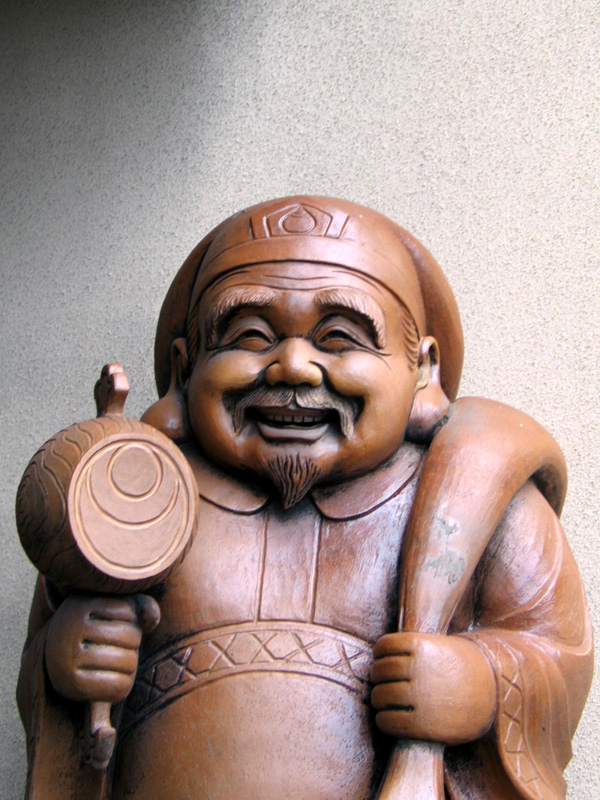
Daikoku, uno dei sette dèi della fortuna

Lo Shintoismo è una religione difficile da classificare. Da una parte può essere considerata veramente come una forma molto organizzata di animismo, ma la presenza di una mitologia definita la rende più una religione politeista con tratti sciamanici.

La vita dopo la morte non è una preoccupazione primaria e viene data un'enfasi maggiore al trovare l'armonia in questo mondo, invece che nel prepararsi al successivo. Lo Shintoismo non possiede insiemi vincolanti di dogmi, un luogo santo sopra tutti gli altri da adorare, nessuna persona o kami considerato più sacro degli altri, e nessun insieme definito di preghiere. Lo Shintoismo è piuttosto una collezione di rituali e metodi, intesi a mediare le relazioni tra gli esseri umani e i kami. Queste caratteristiche conferiscono allo Shintoismo un carattere di completezza semplice ed efficace, caratteristiche che gli consentono di sopravvivere tutt'oggi, facendone una religione importante e millenaria. Queste pratiche si sono originate organicamente in Giappone nel corso di molti secoli e sono state influenzate dal contatto con le religioni straniere, soprattutto cinesi. Da notare per esempio, che la parola Shinto è essa stessa di origine cinese e che molte delle codifiche della mitologia shintoista vennero costituite con lo scopo esplicito di rispondere all'influenza culturale cinese. Nella stessa maniera lo Shintoismo ha avuto, e continua ad avere, un'influenza dominante sulla pratica di altre religioni in Giappone. In particolare si potrebbe anche discuterlo sotto la voce Buddhismo giapponese, poiché le due religioni hanno esercitato una profonda influenza l'una sull'altra per tutta la storia del Giappone.
Alcuni ritengono che lo Shintoismo fu strumentalizzato per la legittimizzazione ideologica durante la fase militaristica che seguì la Restaurazione Meiji. Poiché lo Shintoismo non possiede fonti di autorità assoluta, alcuni ritengono che sia stato un'espressione naturale delle credenze del popolo, sfruttate dai nazionalisti radicali che desideravano unificare il Giappone. Altri si chiedono se l'enfasi posta dallo Shintoismo sull'eccezionalità giapponese non abbia reso inevitabili questi sviluppi. Anche oggigiorno, alcune fazioni di estrema destra della società giapponese, vogliono che si enfatizzi maggiormente lo Shintoismo e si incrementi la reverenza mostrata all'imperatore, come parte di un progetto per portare il Paese nel suo giusto posto come nazione guida del mondo. Nonostante ciò, per la maggior parte dei giapponesi, seguire lo Shintoismo non significa esprimere disprezzo per le altre nazioni, ma piuttosto esprimere il proprio amore per la natura del Giappone e di tutto il mondo, delle persone e degli spiriti e divinità che lo abitano.

### Tipi di Shintoismo
Si possono riconoscere essenzialmente cinque espressioni dello Shintoismo. Queste non vanno considerate come vere e proprie correnti a sé stanti, ma più che altro delle differenti forme di culto tutte volte al medesimo obiettivo, ovvero giungere alle medesime "verità". Casi particolari sono tuttavia quelli dello Shintoismo settario e di quello di Stato.
- Shintoismo imperiale (Koshitsu Shinto): questo termine indica i riti eseguiti dall'imperatore per venerare la miriade di kami e in particolare la dea Amaterasu Omikami, al fine di assicurare la continuità dello stato, la felicità del popolo e la pace mondiale. Questi riti sono indipendenti da quelli dello Shintoismo templare.
- Shintoismo templare (Jinja Shinto): questo termine indica lo Shintoismo istituzionalizzato (nato subito dopo la caduta dello Shintoismo di Stato), fondato sul culto all'interno dei templi jinja. È in generale lo Shintoismo organizzato e rappresenta infatti il cardine di tutte le attività religiose e persino degli altri filoni della religione shintoista. Anche se venne instaurato solo nel secolo scorso, le sue radici si fissano nella preistoria. Quasi tutti i templi sono membri della Jinja Honcho, Associazione dei templi shintoisti.
- Shintoismo settario (Shuha Shinto o Kyoha): è composto dai tredici gruppi (Kurozumikyō, Shintoismo Shuseiha, Izumo Ōyashirokyō, Fusōkyō, Jikkōkyō, Shinshūkyō, Shintoismo Taiseikyō, Ontakekyō, Shintōtaikyō,  Misogikyō, Shinrikyō, Konkōkyō ed il Tenrikyō) (che però nel 1970 ha formalmente dichiarato di non essere una forma di Shintoismo) formatisi durante il XIX secolo, quando i templi shintoisti vennero separati dalle altre istituzioni religiose ed usati per condurre riti e celebrazioni sotto la direzione dello Stato (lo Shintoismo di Stato).
- Shintoismo popolare (Minzoku Shinto): è la forma praticata dalla gente senza essere formalizzata; include le numerose, ma frammentate, credenze popolari in spiriti e divinità. Le pratiche includono divinazione, esorcismo e guarigioni sciamaniche. Alcune di queste pratiche provengono dall'influenza del Taoismo, del Buddhismo e del Confucianesimo, altre sono diretta espressione delle tradizioni locali.
- Shintoismo di Stato (Kokka Shinto): fu il risultato della Restaurazione Meiji e della caduta dello shogunato. Tentò di purificare lo Shinto abolendo molti ideali buddhisti e confuciani. Secondo la maggior parte delle opinioni fu un tipo di Shintoismo fortemente monopolizzato, a volte addirittura talmente distorto da perdere i suoi significati ed insegnamenti religiosi divenendo una mera forma di nazionalismo. In seguito alla sconfitta giapponese nella seconda guerra mondiale venne abolito e l'imperatore forzato a rinunciare al suo status di divinità.

### Tempio shintoista

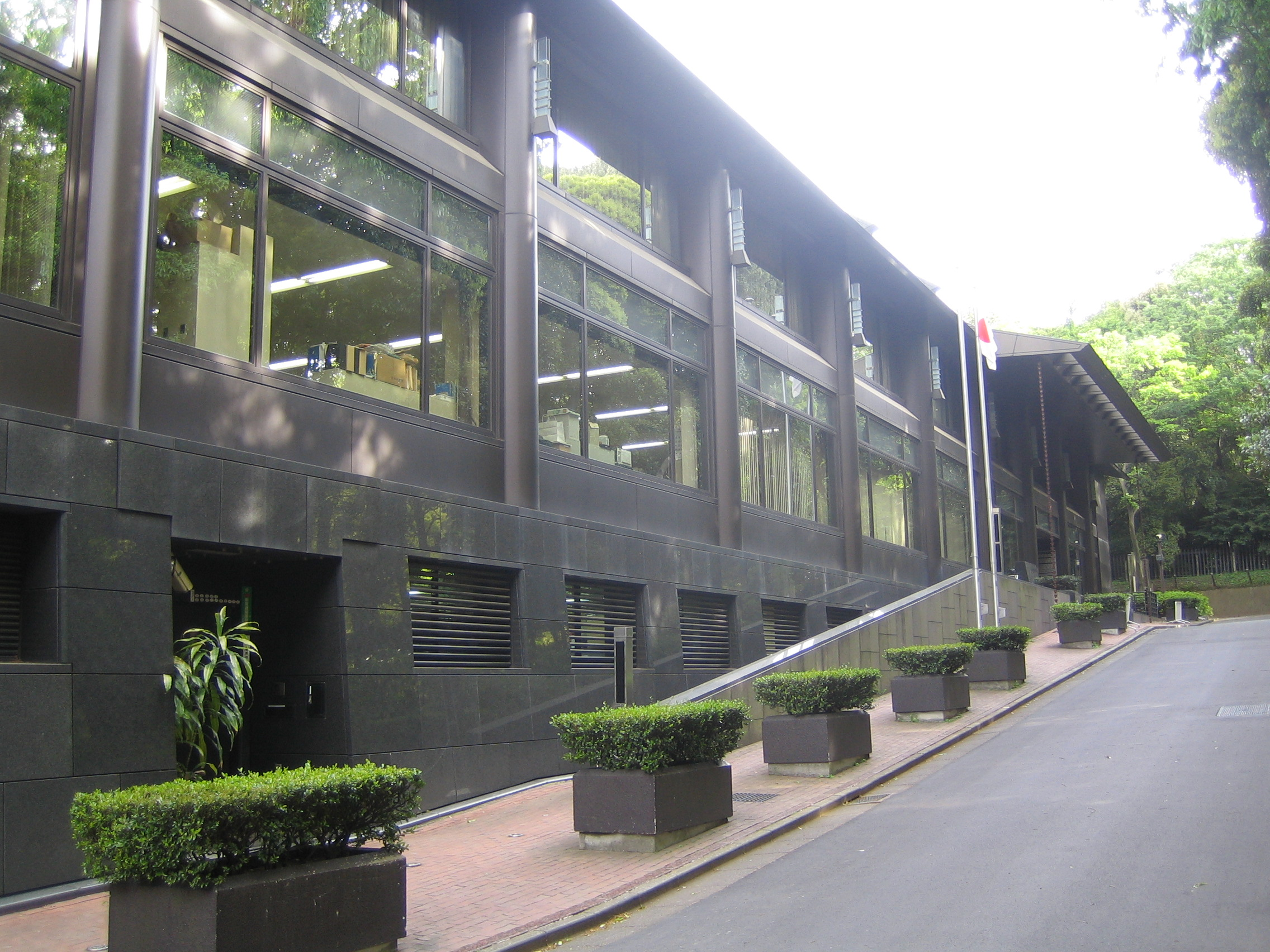
Un palazzo della Jinja Honcho

Nel febbraio 1946, con la pubblicazione della cosiddetta Direttiva shintoista, tutti i templi si organizzarono in un'amministrazione nazionale chiamata Associazione dei templi shintoisti, a tutti gli effetti una Chiesa shintoista, termine poco ortodosso anche se comunemente utilizzato. Il nome in giapponese è Jinja Honcho. Lo scopo di questa istituzione fu subito quello di organizzare e conservare la tradizionale cultura religiosa giapponese. La Chiesa oggi amministra migliaia di templi in tutto il Giappone e un centinaio di scuole. Negli ultimi decenni ha dimostrato una certa apertura anche verso Paesi esteri, ha infatti iniziato ad esportare lo Shintoismo, edificando i primi templi in America e Australia e ordinando i primi sacerdoti shintoisti non-giapponesi.

### Organizzazione clericale
Dopo l'era Meiji, quando il Giappone aprì ufficialmente le porte all'Occidente per scambi commerciali, il sistema ereditario dell'ordine sacerdotale shintoista fu abolito, introducendo il sistema del seminario similmente ad altre religioni, sebbene esistano ancora oggi alcuni templi a conduzione familiare. I sacerdoti sono liberi di sposarsi e condurre una vita familiare al di fuori di quella religiosa.
Il sistema sacerdotale shintoista è suddiviso in quattro ordini principali: Jōkai, Meikai, Gonseikai e Chokkai. Ogni sacerdote (kannushi) di questi gruppi intraprende una carriera caratterizzata da sei gradi di specializzazione: il Grado Superiore, il Primo grado, il Secondo, il Grado intermedio, il Terzo e il Quarto grado. Il superamento di questi gradi consente l'accesso all'ordine successivo.
I livelli successivi all'intermedio sono conferiti solo ai sacerdoti che professano da più di vent'anni, sebbene esistano eccezioni dovute alla particolare cultura, saggezza e preparazione dell'individuo. Per diventare Guji, ovvero il sacerdote capo di un tempio importante, è necessario ottenere il grado più alto dell'ordine Meikai. Per diventare Guji di un tempio poco eminente si deve raggiungere il massimo grado dell'ordine Gonseikai.
Dopo la seconda guerra mondiale il sacerdozio è stato aperto anche alle donne, oggi molto importanti nel clero shintoista: infatti la pratica del Kaguramai, la danza sacra in onore degli dèi è generalmente svolta solo dalle donne e l'autorità principale del tempio di Ise, comunemente considerato il cuore dello Shintoismo, è una sacerdotessa. Non bisogna confondere una sacerdotessa (kannushi) da una miko. Il ruolo di miko, le cosiddette vergini, è solitamente assegnato per un determinato periodo a ragazze o adolescenti (di solito di sesso femminile), e di frequente si tratta delle figlie dei sacerdoti. Il compito del o della miko è quello di assistere i sacerdoti nei vari preparativi dei riti e delle feste, ruolo molto simile a quello dei chierichetti cristiani. Le miko sono contraddistinte dal caratteristico abito bianco e rosso.
Oggi il sacerdozio si può ottenere attraverso un sistema a seminari, frequenti in tutto il Giappone e spesso gestiti dai templi. Esistono anche corsi di sacerdozio shintoista in due università: l'università di Kokugakuin a Tokyo e l'università di Kogakkan nella prefettura di Mie, entrambe amministrate dalla Jinja Honcho. In aree di provincia è comune, in assenza di un sacerdote, assegnare annualmente la celebrazione dei rituali e delle festività a un membro della comunità, anche senza titolo sacerdotale.

## Pratiche ed insegnamenti

### Vita dopo la morte
Secondo la fede Shintoista, lo spirito umano è eterno, proprio come i kami. Come nella maggior parte delle concezioni orientali, l'aldilà è concepito dallo Shintoismo come una sorta di livello esistenziale superiore. Quando si muore dunque, per lo Shintoismo, si cambia semplicemente forma di esistenza, si accede a un altro tipo di esistenza. Questa è la concezione più moderna.
Poiché lo Shintoismo è coesistito pacificamente con il Buddhismo per oltre un millennio, è molto difficile separare le credenze buddhiste da quelle shintoiste. Si può dire, con consapevole e necessaria semplificazione, che mentre il Buddhismo promuove il distacco dai desideri e dagli attaccamenti, lo Shintoismo enfatizza questa vita e la ricerca della felicità in essa; sebbene abbiano prospettive molto diverse sul mondo, la maggior parte dei giapponesi non vede alcuna necessità di riconciliare le due religioni e pertanto le pratica entrambe. Perciò è comune per molte persone praticare lo Shintoismo in vita ed essere comunque sepolte con un funerale buddhista.
Nello Shintoismo antico veniva dato maggior peso alla mitologia. Si credeva in una serie di paradisi, già c'era quindi la concezione della pluralità esistenziale, anche se non espressa filosoficamente tra il popolo. Tra questi paradisi si annoverano: l'aldilà del cielo, l'aldilà Yomi, l'aldilà Tokoyo, l'aldilà delle montagne. Questi luoghi non sono descritti né come posti ameni né con caratteristiche infernali, ma come luoghi molto simili al mondo terrestre.

### Etica
Lo Shintoismo presenta un'infinità di insegnamenti positivi, che nascono anche come conseguenze dei suoi precetti fondamentali. Una prima regola etica è sicuramente la disponibilità verso gli altri. La religione shintoista insegna che l'uomo deve sempre offrirsi per aiutare il prossimo, caritatevolmente, sinceramente e amorevolmente, per mantenere l'armonia e il benessere nella società. Conseguentemente lo Shintoismo incita al contenimento dell'egoismo e dell'egocentrismo, promuovendo invece l'umiltà.

Minamoto Yoshitsune:
Il culto shintoista pone, in generale, al primo posto l'interesse della comunità e il pubblico benessere. Ciò non significa che i diritti individuali e la famiglia siano ignorati. Al contrario, è sullo sfondo dei riti religiosi, come conseguenza delle azioni verso gli altri, che l'intimità, il carattere individuale di una persona e i suoi rapporti con il prossimo, sono ampiamente promossi.
Sebbene lo Shintoismo non abbia comandamenti assoluti al di fuori di vivere una vita semplice ed in armonia con la natura e le persone, si dice che ci siano Quattro Affermazioni che esprimono tutto lo spirito etico di questa religione:
- La famiglia è il nucleo principale della vita di una persona, è il gruppo in cui e attraverso cui una persona cresce, e da cui eredita un approccio e una visione del mondo ben precisi. Di conseguenza a questa grande importanza, il nucleo familiare è un fondamento necessario al benessere dell'individuo, e come tale va tutelato ed in particolare mantenuto armonico.
- La natura è sacra, in quanto espressione del divino; conservare un contatto con essa comporta il raggiungimento della completezza e della felicità, e significa mantenersi vicino ai kami. Come tale la natura va rispettata, venerata e soprattutto tutelata, poiché è da essa che deriva l'equilibrio della vita.
- La pulizia è un componente essenziale dello Shintoismo, pulizia consente purezza, e la purezza è una delle massime virtù. La pulizia è essenziale per condurre una vita armoniosa: il fedele shintoista ne fa largo uso, sia su sé stesso che negli ambienti in cui vive; i templi shintoisti vengono tenuti sempre impeccabilmente puliti dai sacerdoti.
- I matsuri sono i festival dedicati ai kami. In questi giorni il fedele shintoista prega nei templi, o nella propria casa. Per festeggiare le divinità, vengono allestiti feste, processioni e banchetti. I matsuri vengono organizzati dai templi o dalle comunità. Queste feste sono parecchie durante l'anno e vanno da quelle più importanti e nazionali a quelle dei piccoli paesi. I giorni normali sono chiamati ke ("giorno") e quelli di festa sono detti hare ("soleggiato" o semplicemente "buono").

### Purificazione

#### Concetto di impurità

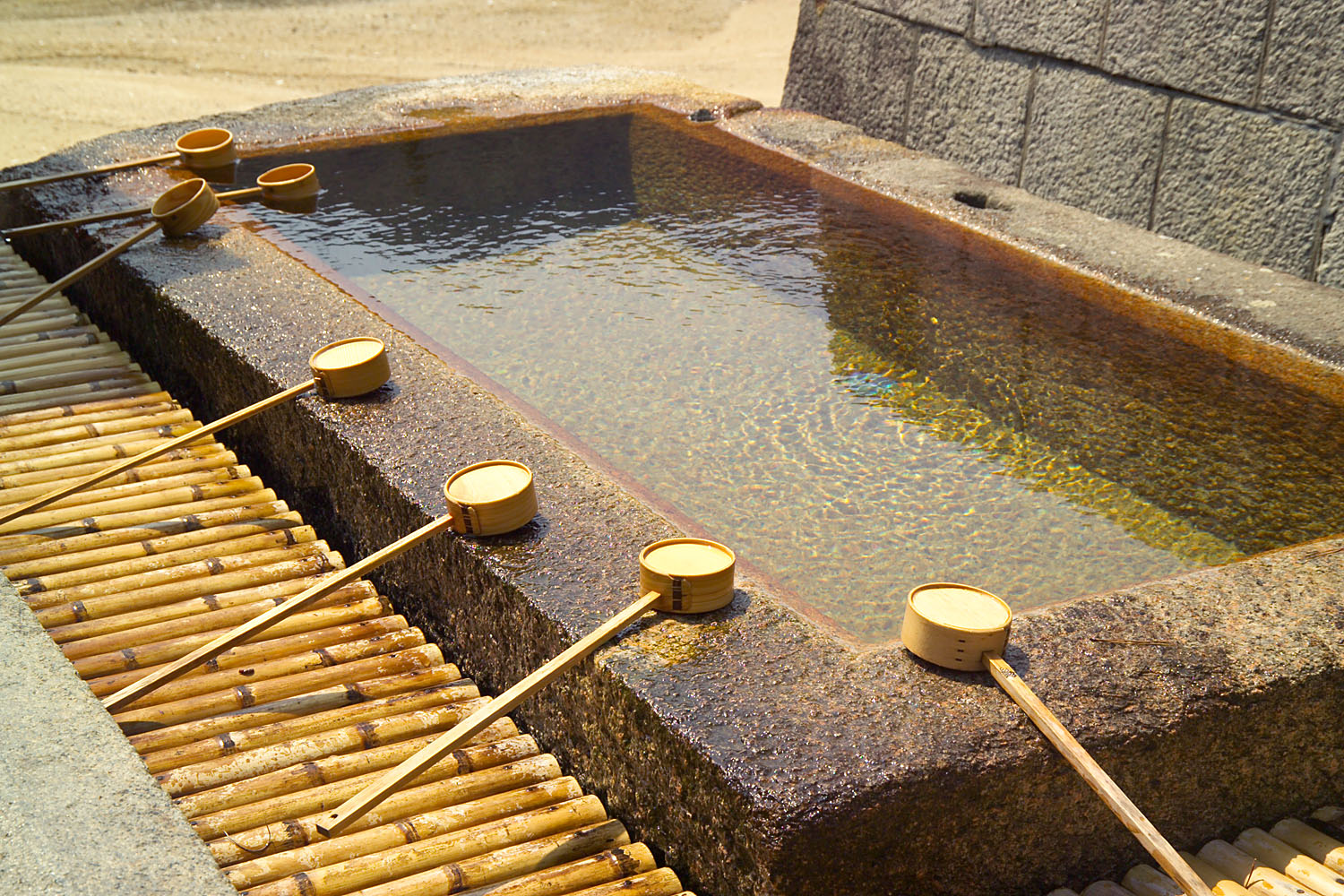
Fonte per le abluzioni al tempio di Itsukushima

Secondo lo Shintoismo non c'è niente di peccaminoso di per sé, piuttosto certi atti creano un'impurità rituale che una persona dovrebbe voler evitare semplicemente per ottenere pace mentale e buona fortuna, non perché l'impurità sia sbagliata in sé stessa. Il male e gli atti sbagliati sono chiamati kegare (letteralmente "sporcizia"), e la nozione opposta è kiyome (letteralmente "purezza"). L'uccisione di un essere vivente, considerata come atto impuro, dovrebbe essere fatta con gratitudine e con riverenza nei confronti dell'animale e ridotta al minimo, praticata solo quando altamente necessario.
I giapponesi moderni continuano a enfatizzare grandemente l'importanza dell'aisatsu, l'insieme di frasi e saluti rituali. Prima di mangiare molti giapponesi dicono itadakimasu ("ricevo umilmente [questo cibo]"), in modo da prestare un appropriato rispetto per chi ha preparato ed in generale per tutti quegli esseri viventi che hanno perso la loro vita per permettere quel pasto. La mancanza nel mostrare rispetto può essere considerata come un segno di orgoglio ed un'assenza di preoccupazione per gli altri. Questa attitudine è evitata, perché si pensa che possa causare problemi per tutti. Chi fallisce nel tenere in giusto conto i sentimenti delle altre persone e dei kami attrarrà su di sé la propria disgrazia. La peggior espressione di questa attitudine è lo sfruttare la vita degli altri per il guadagno o godimento personale. Si crede che le persone uccise per mano altrui provino urami ("rancore") e diventino aragami, spiriti potenti e malvagi che cercano vendetta. Per tutti questi motivi, nelle moderne aziende giapponesi, non viene intrapresa alcuna azione prima che venga raggiunto un consenso e una consapevolezza unanime.
I riti di purificazione sono una parte vitale dello Shintoismo e sono stati adottati anche nella vita moderna. Un rito di purificazione personale è legato all'acqua, elemento purificatore per eccellenza: consiste nel rimanere sotto una cascata o nell'eseguire delle abluzioni rituali alla foce di un fiume o nel mare, oppure semplicemente mediante le apposite fonti dei templi; quest'ultima pratica è richiesta quasi sempre prima dell'accesso al luogo sacro. Queste due forme di purificazione sono spesso dette 祓 harai. Una terza forma di purificazione è l'astensione da qualcosa, cioè un tabù (per esempio alle donne non venne permesso di scalare il Monte Fuji fino al 1868). I tabù sono pressoché scomparsi nello Shintoismo moderno. Tra le altre credenze vi è quella di non pronunciare parole considerate di malo auspicio ai matrimoni, come ad esempio la parola tagliare, o non partecipare ai matrimoni se di recente si è persa una persona cara.
Nelle cerimonie di purificazione vengono generalmente utilizzati vari elementi simbolici, tra i quali spiccano la già citata acqua, il sale e la sabbia. Gli atti generali di pulizia sono chiamati misogi, mentre in specifico, la purificazione personale all'ingresso dei templi, che consiste nel lavarsi mani e bocca, è chiamata temizu o anche imi. Un rituale misogi ancora oggi molto praticato è quello che consiste nel gettare acqua nei dintorni della propria casa, per ottenerne la purezza.
I riti di purificazione sono sempre il primo atto di una qualsiasi cerimonia religiosa, e vengono praticati anche per benedire avvenimenti importanti. Per esempio i nuovi edifici costruiti in Giappone vengono spesso benedetti da un sacerdote shintoista, come vengono benedetti anche i nuovi aerei o le nuove automobili. Questo tipo di rituale purificatorio è chiamato jichinsai. Addirittura un rito di questo tipo venne tenuto nel 1969 per benedire la missione sulla Luna dell'Apollo 11.
Il sale è, dopo l'acqua, l'altro elemento importante nei rituali di purificazione. Le cerimonie legate al sale vengono genericamente chiamate shubatsu. Vi sono varie cerimonie in cui il sale viene sparso in un determinato luogo per eliminare le impurità, chiamate maki shio (letteralmente "sale sparso"). Di solito all'ingresso delle case vengono posti dei contenitori di sale, chiamati mori shio, che si crede abbiano l'effetto di purificare chiunque entri nell'abitazione. Il maki shio è praticato nelle case, e anche, alternativamente o insieme all'acqua, prima della costruzione di un edificio. Il sale viene offerto simbolicamente anche alle divinità, ponendolo sugli altarini domestici kamidana (vedere la sezione sul culto domestico).

### Venerazione
La venerazione, nello Shintoismo, ha una valenza molto profonda ed è considerata un atto puro e sincero. Il rito shintoista tende a soddisfare i sensi dell'uomo e ad armonizzare e pacificare la mente. Ciò è favorito dalla forte estetica del rito stesso, caratterizzata da immagini, suoni e profumi. Le cerimonie sono dunque innanzitutto volte a manifestare riverenza e ammirazione nei confronti della grandezza infinita dei kami, ma anche, e non da meno, lo scopo delle cerimonie è quello di rendere l'uomo cosciente della verità che lo circonda, facendone scaturire pace e armonia.

#### Culto templare
Nello Shintoismo moderno il cuore del culto è sicuramente il tempio (jinja), in cui si celebrano numerose cerimonie e pratiche. Non c'è un giorno preciso della settimana in cui si svolgono le cerimonie, i templi sono infatti costantemente aperti e disponibili per i fedeli, che possono recarvisi per pregare gli dèi e fare offerte in qualsiasi momento desiderino. Gli spazi sacri tendono ad essere particolarmente affollati soprattutto nei giorni in cui cadono i matsuri, ovvero i festival. Il tipo di preghiera con cui il fedele cerca un contatto con i kami non segue regole specifiche, ognuno può infatti avere un approccio totalmente personale alla venerazione. Generalmente, nei giorni non festivi, ci si reca al tempio chiedendo agli dèi protezione costante sulla famiglia, fortuna per superare esami scolastici e molto altro.
La venerazione corrisponde sempre a un contatto con il mondo naturale, che rende i templi oasi di pace all'interno delle caotiche città. Il culto templare sottolinea l'appartenenza dell'uomo all'universo di cui è parte. I riti aiutano il fedele a comprendere la via che deve intraprendere nella vita, gli offrono forza e sostegno per superare le difficoltà e sostengono la sua visione spirituale del mondo, tra sacralità e purezza. L'estetica del tempio, sostanzialmente, è un elemento fondamentale per la preghiera e la venerazione, è un tutt'uno con esse. Il tempio è infatti considerato un edificio mistico, un luogo in cui è possibile trovare un contatto e respirare la sacralità del mondo, che il luogo sacro in un certo senso canalizza.
I rituali collettivi sono organizzati dai sacerdoti. Questi rituali sono molto precisi e dettagliati, rappresentano infatti l'equilibrio del mondo, e con un tale significato vanno rispettati nella loro interezza. Il modello rituale divenne comune a tutti i templi nel corso del XIX secolo. Oggi, la Jinja Honcho, nella sua costante opera di modernizzazione dello Shintoismo, sta introducendo nuovi modelli rituali, più adatti all'era moderna.

#### Culto domestico
La venerazione non deve essere un atto esclusivamente pubblico, è infatti spesso praticata anche tra le mura domestiche. È comune allestire degli altarini, chiamati kamidana (letteralmente "mensola dei kami"), su cui comunemente viene posizionato uno specchio, l'oggetto che meglio consente di dare una rappresentazione dei kami. È possibile inoltre aggiungervi oggetti sacri come ad esempio amuleti, acquistabili presso i templi. L'altare è utilizzato per offrire preghiere e incenso alle divinità, oltre ad una serie di elementi tradizionali tra cui: il sale, l'acqua e il riso.

#### Luoghi naturali

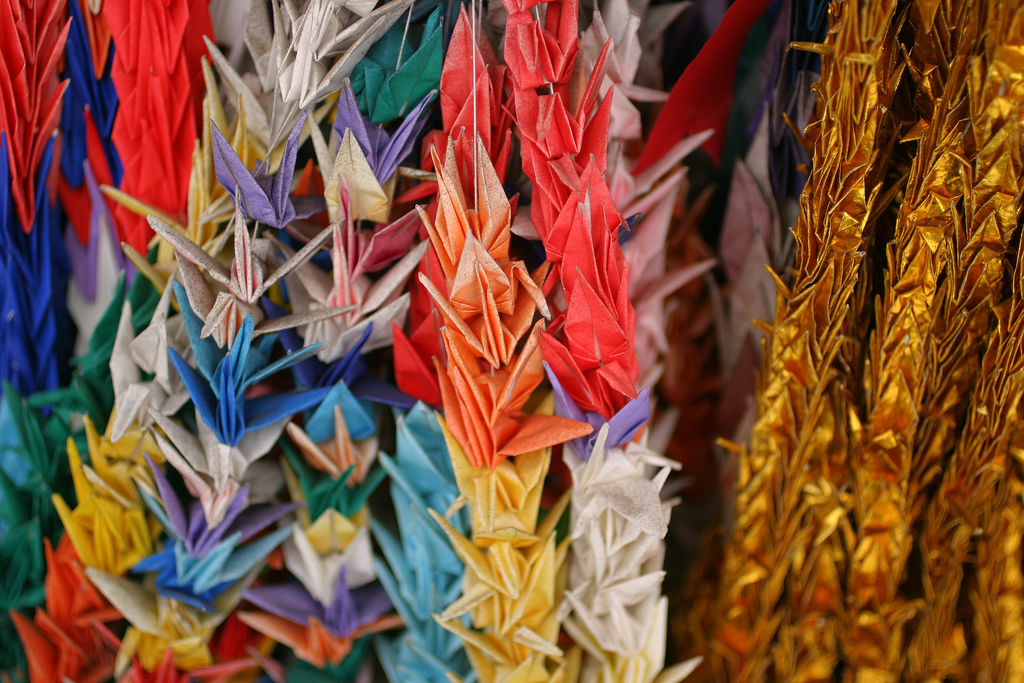
Origami votivi in un tempio

In alternativa a templi ed altari domestici, un luogo considerato sacro, a volte addirittura più degli edifici costruiti dall'uomo, è la natura stessa. Montagne, laghi, isole, scogliere, spiagge, foreste e prati rappresentano una delle vie per giungere alla contemplazione del sacro e alla percezione della dimensione divina dell'universo.

### Offerta
Un'offerta, nello Shintoismo, è un rituale simbolico che consente di donare qualcosa agli dèi, mettendosi in contatto con loro. Ci sono vari tipi di offerta, anche se i più comuni sono gli ema e gli origami.
Gli ema (絵馬?) sono generalmente atti di donazione da parte dei fedeli ai templi. In epoca medievale i ricchi potevano donare dei cavalli ad un tempio, specialmente quando richiedevano l'aiuto della divinità (ad esempio per vincere in battaglia). Per favori di entità minori divenne costume donare la pittura di un cavallo in forma simbolica, e questi ema sono popolari anche oggigiorno. Il fedele può acquistare al tempio una tavoletta di legno con sopra l'immagine di un cavallo, o di altri elementi (simboli dello zodiaco cinese, persone o oggetti associati al tempio, e altro), vi scrive sopra un desiderio o una preghiera e l'appende ad una bacheca nel tempio. In alcuni casi se il desiderio si avvera o la preghiera viene soddisfatta ne appende un altro come ringraziamento. In molti templi è consueto anche offrire origami.

## Concezione di divinità
Lo Shintoismo è una religione cosmica. Con questa definizione si intende affermare che si tratta di una religione che vede tutto il cosmo, ovvero tutto ciò che esiste, come pura manifestazione del divino, è dunque una religione dai caratteri panteistici. Nella religione shintoista ogni cosa è sacra poiché la materia stessa che costituisce tutte le cose che esistono ha un fondamento divino. In primo luogo, dunque, la principale forma di entità divina è l'esistenza stessa, la natura, qualunque essa sia. Procedendo su questo piano, e affermando le forti basi animistiche su cui si basa, si può dire che lo Shintoismo insegna che ogni cosa è detentrice di una forza divina, una divinità, uno spirito che la presiede e ne forgia l'esistenza.

### Musubi
Nella cosmologia shintoista tutto l'esistente è pervaso da un'energia primordiale, che alimenta e compone tutta la materia e tutte le sue manifestazioni, è il Musubi. Questa forza mistica è paragonabile al Tao del Taoismo, un'energia cosmica che dà origine al tutto e causa l'evoluzione del tutto, attraverso l'eterno ciclo dell'esistenza. Esso è il legame intimo che c'è tra tutte le cose, l'elemento comune a tutto ciò che fa parte del cosmo. Il Matsubi è inoltre la forza armonica e universale che lega indissolubilmente il mondo fisico umano al mondo spirituale degli dèi, i kami.
Dalle narrazioni del Kojiki e del Nihon Shoki apprendiamo come i kami possedevano l’abilità di inspirare e motivare lo spirito della persona in situazioni in cui era debole e prossimo alla sconfitta. Da sempre importante, il concetto di musubi assumerà un significato ancor più centrale nel periodo Edo grazie agli studiosi del kokugaku che ne hanno approfondito il significato: secondo Motoori Norinaga, rifacendosi al concetto di “far nascere” (musui) e di “spirito” (hi richiama il concetto di reikon), il concetto di musubi esprimerebbe il “formare una nuova vita”, ma pure speranza, preghiera o desiderio, assumendo un valore apotropaico per espellere gli spiriti maligni.
Come la maggior parte delle tradizioni orientali, anche lo Shintoismo è una religione ciclica. Nello Shintoismo l'esistenza, in tutte le sue forme, si origina innanzitutto dall'esprimersi del principio cosmico in una dualità, due forze polarmente opposte, il principio negativo In e il principio positivo Yo, corrispondente al rapporto di Yin e Yang della cosmologia taoista. Dall'avvicendarsi di queste due forze primordiali e opposte scaturisce tutta l'esistenza, sia essa fisica e materiale sia spirituale. I kami, come gli uomini, hanno origine dallo scontro eterno tra queste due polarità.
Nella versione mitologica della cosmologia, le due divinità primordiali Izanami e Izanagi, corrispondono ai due principi In e Yo.

### Misticismo della natura

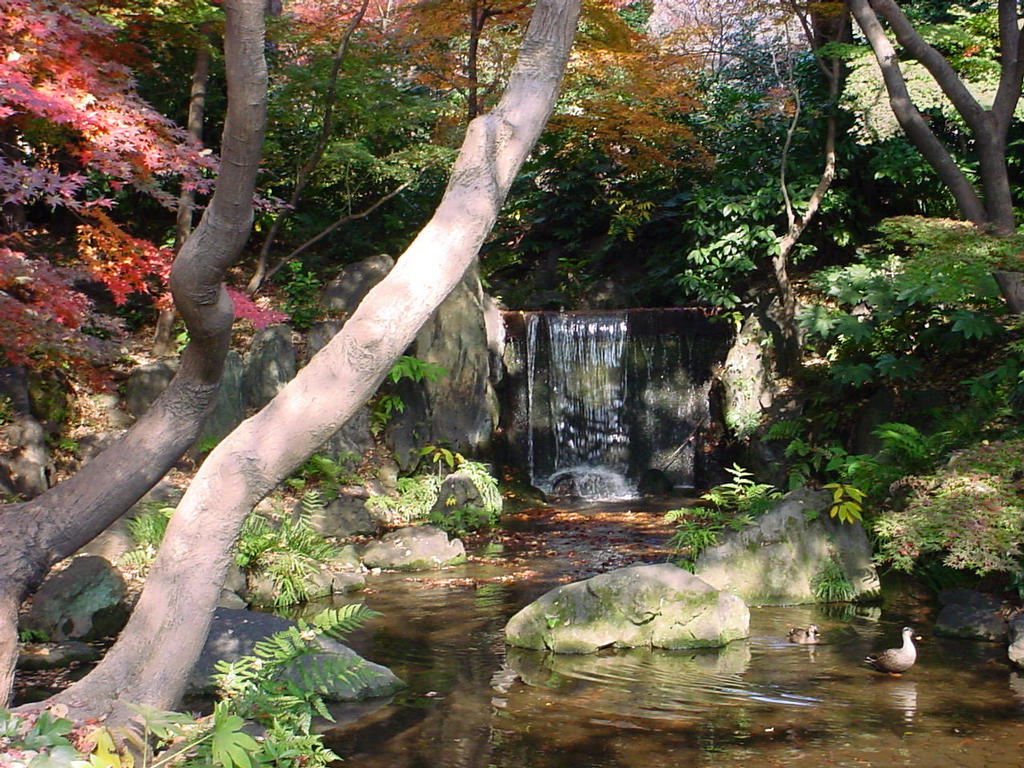
Un'oasi naturale a Tokyo

Uno scrittore nato in Galles, trasferitosi poi sulle alture di Kurohime in Giappone, scrisse di un'esperienza in Africa, quando fu condotto da un cacciatore locale in un luogo considerato sacro dai Pigmei, nella foresta pluviale dello Zaire. L'episodio è il seguente:
Questa citazione è una vivida rappresentazione dell'essenza della fede shintoista, ovvero un grande amore e riverenza per la natura, in tutte le sue possibili manifestazioni. Lo Shintoismo infatti colloca la natura in una particolare luce, ogni cosa è di per sé sacra, ogni essere vivente e ogni roccia nell'universo. La natura è considerata sacra in quanto manifestazione della forza dei kami e dimora eterna di essi stessi. Nella visione shintoista valli, montagne, abissi, foreste, fiumi, persino le città e le foreste artificiali ripiantate dall'uomo sono delle manifestazioni dell'essenza divina dell'universo, in quanto la materia stessa di cui ogni cosa è costituita ha una base, un fondamento divino.
È per questo motivo che nello Shintoismo spicca l'importanza assoluta della natura, che ha portato all'usanza di costruire templi soprattutto nel cuore di boschi e zone di pace e silenzio meditativo. Un filosofo spagnolo scrisse (Manca riferimento a quale filosofo):
Un contesto religioso di questo genere risulta incredibilmente adatto alla mentalità moderna dell'uomo. Mentre infatti si tende sempre di più a diffidare del trascendente, cresce un tipo di teologia che vede come divina la materia stessa che costituisce tutte le cose, in quanto generata dalle grandi energie divine che pervadono tutto l'universo. È in questo modo che lo Shintoismo sopravvive in un Paese costellato da tecnologie avanzatissime tra cui i robot, sempre più diffusi. In una visione del mondo in cui ogni cosa che esista si ritiene abbia uno spirito, infatti, anche un robot deve conseguentemente averne uno. Questo spirito non è da intendere nel senso cristiano del termine, poiché questa essenza divina di un robot non è altro che parte della matrice divina che genera tutte le manifestazioni dell'universo. Detto più semplicemente, lo spirito del robot è contenuto nella materia stessa di cui il robot è costituito, poiché la materia stessa è generata dal divino.
La scienza moderna è arrivata a scoprire che gli atomi sono costituiti da ulteriori particelle subatomiche, queste particelle subatomiche generano attività muovendosi da una polarità positiva ad una negativa, corrispondenti alle due polarità che danno origine a tutte le manifestazioni dell'universo nelle filosofie legate al concetto di Yin e Yang.

### Kami
(Motoori Norinaga)
I kami, termine tradotto in genere con "dèi", "divinità", sono le entità spiritiche che popolano tutto l'universo, sono gli spiriti della natura, e si esprimono attraverso essa. Per il fedele shintoista una cascata, la Luna o semplicemente una roccia, possono essere considerati come espressione dei kami ed elementi mistici in grado di porre in contatto con la sfera divina. Anche semplici forze, ovvero i cicli che regolano l'universo, come la fertilità o la crescita, possono essere visti come manifestazione delle impercettibili forze divine che popolano la natura.
I kami sono stati definiti anche con il termine li, ovvero "intelligenze innate", oppure "principi". Questa miriade di definizioni sta ad indicare la complessità nel dare una spiegazione al concetto stesso di divinità shintoiste. Spesso è utilizzato anche il termine cinese shen ("esseri di luce", "divinità"), forma più originale di shin, la radice della parola Shinto (etimologia completa spiegata nell'introduzione).
I kami non sono dunque divinità trascendenti; sebbene siano impalpabili, popolano lo stesso universo in cui si trova l'uomo, si trovano solo ad un livello esistenziale superiore. Nel tempo l'immagine dei kami è andata a caratterizzarsi, tanto che è comune trovarli rappresentati in forma antropomorfa, e circondati da ampi corollari mitologici; tuttavia il messaggio essenziale è rimasto invariato, le raffigurazioni sono solo delle maschere, volte a rendere concepibili all'uomo concetti così complessi. È molto frequente, infatti, in particolare nello Shintoismo moderno, l'utilizzo di uno specchio per rappresentare le divinità. Questa è la migliore raffigurazione che possa far comprendere all'uomo moderno un concetto così profondo. Lo specchio sta infatti ad indicare che ogni cosa riflessa da esso è incarnazione e manifestazione degli dèi. In alternativa, come raffigurazione, vengono anche utilizzate composizioni geometriche di carta o di stoffa.
I kami sono collettivamente chiamati Yaoyorozu no Kami (八百万の神? lett. "otto milioni di kami"). Il nome arcano Yaoyorozu ("otto milioni") non è il numero esatto, ma piuttosto un modo simbolico di indicare l'infinito in un'epoca in cui questo concetto non esisteva. Il kami più importante, e certamente il più invocato e venerato è la dea del Sole Amaterasu. Il tempio principale a lei dedicato è situato a Ise e ad esso sono affiliati numerosi templi minori.

#### Kami particolari

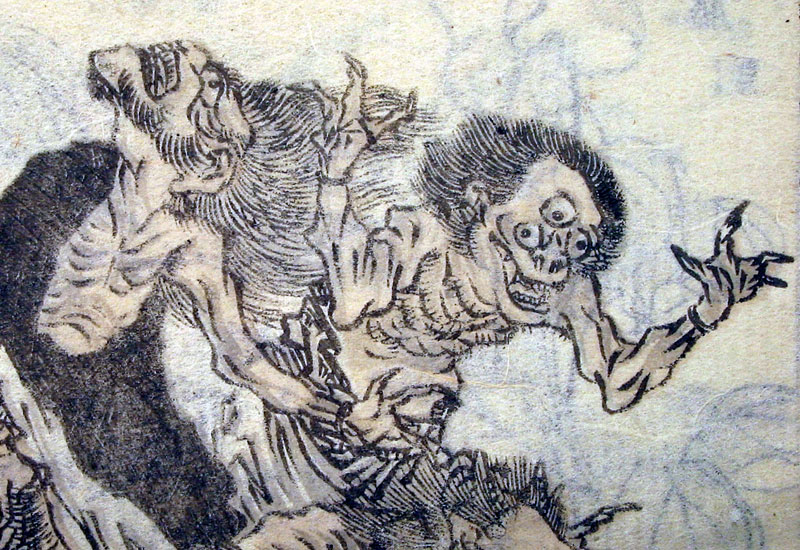
Oni, demoni maligni

Nella classificazione kami possono essere inclusi anche altri tipi di spiriti ed entità:
- Dōsojin: i dosojin o sai no kami o ancora dorokujin sono le divinità delle strade e dei sentieri, più in senso metaforico che in senso lato, quindi strade è da intendere anche come i sentieri della vita, le direzioni e le scelte che la caratterizzano. I luoghi in cui si dice siano soliti manifestarsi sono contrassegnati da pietre o sculture, poste ai lati delle strade, oppure agli incroci o in prossimità dei ponti. In qualità di divinità patrone dei confini, i dosojin si dice proteggano dagli spiriti maligni e da catastrofi o incidenti stradali. Le pietre di segnalazione dai luoghi in cui presenziano rappresentano solitamente piccoli esseri antropomorfi o in alternativa possono essere semplici pietre con inscrizioni. In alcuni paesi si ritiene che i dosojin siano manifestazioni del kami della fertilità, in altri casi del kami patrono dei bambini. I popolari festival del fuoco del Giappone, che si tengono il 15 gennaio di ogni anno, sono conosciuti con il nome di festival dei dosojin. L'usanza prevede che in questa giornata vengano bruciati tutti gli ornamenti, i talismani e altre decorazioni utilizzate nei templi durante la festa del Nuovo Anno. Le decorazioni, solitamente di bambù e carta, vengono gettate nel fuoco per propiziare salute e ricchezza per l'anno appena iniziato. Questa tradizione legata al fuoco ha molti nomi, tra cui Sai no Kami, Sagicho e Dondo Yaki. La tradizione vuole che dal crepitio delle fiamme si riesca ad interpretare se l'anno sarà ricco e prospero. L'origine delle pietre dosojin si è persa nelle nebbie del tempo. Tradizioni simili si possono comunque riscontrare nel mondo buddhista (nello stesso Giappone i dosojin in stile buddhista sono detti jizo), la tradizione stessa delle pietre di segnalazione di spiriti nei pressi delle strade è rintracciabile ad esempio in India, dove il Buddhismo nacque all'incirca nel 500 a.C. Il Buddhismo fu introdotto in Giappone solo nel VI secolo dopo Cristo, e con esso probabilmente la tradizione dei dosojin.
- Ujigami: gli ujigami (氏神? lett. "kami con un nome") sono kami particolari, che si ritiene siano protettori di una specifica località o un singolo paese e in molti casi si tratta degli spiriti dei fondatori del paese stesso. I membri della comunità che venera un ujigami sono solitamente chiamati ujiko (anche se questo nome spesso sta ad indicare il gruppo di persone addette alla manutenzione dei templi di provincia). Queste caratteristiche rendono il culto degli ujigami molto simile a quello dei santi cristiani.
- Mizuko: i bambini che muoiono in età infantile senza essere stati aggiunti alle liste di un tempio (vedi la sezione culto templare), divengono mizuko (letteralmente "bambino d'acqua") e si ritiene che causino problemi e pestilenze. I mizuko vengono spesso adorati in templi specifici con lo scopo di placare la loro rabbia e tristezza. Questi templi sono diventati più popolari nel Giappone moderno con l'aumento degli aborti.
- Spiriti ancestrali: lo Shintoismo insegna che ogni essere vivente possiede una propria anima, chiamata reikon che, con la morte assume uno status simile a quello dei kami. Coloro che muoiono senza problemi e in felicità divengono spiriti ancestrali, festeggiati nel giorno di Obon. Essi possono essere pertanto venerati come tenjin ("spiriti celesti"), e può essere loro richiesta protezione sulla famiglia e sulle vicende ed attività familiari; un'usanza molto simile, dunque, a quella di molte altre grandi religioni. Per persone molto eminenti e sagge può essere edificato anche un tempio, pratica comune se il defunto era particolarmente popolare.
- Yurei: gli yūrei sono i fantasmi. Mentre le anime felici diventano spiriti ancestrali, chi muore infelice o di morte violenta si sostiene divenga un fantasma, uno degli stati spirituali più vicini a quello umano sia per lo Shintoismo che per il Buddhismo. Il termine yurei significa letteralmente "fantasmi tormentati", perché questi spiriti tenderebbero a causare problemi.
- Spiriti zoomorfi: la maggior parte dei templi shintoisti, presenta ai lati dell'ingresso due statue raffiguranti creature dall'aspetto di cani-leoni, sono i cosiddetti komainu, raffiguranti gli spiriti guardiani del tempio che tengono lontane le entità maligne. I templi dedicati ad Inari fanno eccezione, sono infatti tipicamente guardianati da tanuki (animali simili ai procioni in grado di trasformarsi in uomini) e uccelli antropomorfi chiamati tengu. Nel tempo sono nate molte varianti, si possono trovare ad esempio anche spiriti dall'aspetto di scimmie. A ogni modo, tutti questi spiriti sono collettivamente chiamati Henge, che significa "muta-forma", poiché si crede che possano assumere sembianze umane. La tradizione di questi spiriti guardiani è rintracciabile anche nelle tradizioni buddhiste e taoiste. Vi sono centinaia di leggende che narrano di incontri tra umani e queste creature magiche, considerate a volte benefiche e a volte malefiche. Fanno parte di questa categoria anche i due kami zoomorfi più comuni, il kappa e il drago.
- Forze della natura: anche alcune forze ed elementi della natura, sono considerate manifestazioni della matrice divina di tutto l'universo. Queste forze possono includere quelle rappresentate dai vulcani, come ad esempio il Fuji, caratterizzato dalla sua dea protettrice. Oltre a essi ogni luogo particolare, come ad esempio una scogliera, una cascata, un lago, vengono visti dai fedeli shintoisti come luoghi di intenso potere spirituale.
- Yōkai: il termine è solitamente tradotto con demoni. È una categoria non molto definita, che a volte può sconfinare nelle altre. Generalmente si tratta di esseri che abitano una dimensione molto vicina a quella umana.

Si dice che la maggior parte di essi eviti l'incontro con gli uomini, anche se esistono eccezioni. Gli yokai sono generalmente associati al fuoco e all'estate, poiché verrebbero attirati dal calore. Sono rappresentati, di solito, con aspetto grottesco e terrificante.
Inutile dire che la credenza in queste manifestazioni spirituali abbia fortemente influenzato la moderna industria degli Anime, i cartoni animati giapponesi. In essi si possono riscontrare centinaia di personaggi e spiriti ostensivamente ispirati ai kami e agli spiritelli della religione shintoista. Un esempio è Demon Slayer, in cui si possono anche vedere le credenze shintoiste e i demoni, oltre alle credenze.

### La questione dell'imperatore
Va detto sin dal principio che la venerazione dell'imperatore non era prevista nello Shintoismo precedente alla Restaurazione Meiji (o comunque era molto meno enfatizzata), ma introdotto da quest'ultima per rafforzare il potere imperiale. Il culto dell'imperatore è crollato insieme al crollo dello Shintoismo di Stato con la fine della seconda guerra mondiale.
Il Tennō (imperatore) venne considerato essere il discendente di Amaterasu e padre di tutti i Giapponesi ed era pertanto un kami sulla Terra (un ikigami o "kami vivente"). Con la Restaurazione Meiji il culto venne reso popolare, ma precedentemente i governatori militari (Shōgun) erano riusciti più volte ad usurpare il potere, nonostante l'imperatore venisse sempre visto come il vero governatore del Giappone anche nei periodi in cui la carica fu solo simbolica. Sebbene Hirohito rinunciò al suo status divino nel 1946, sotto pressioni americane (Ningen sengen), la famiglia imperiale rimase profondamente coinvolta nei rituali shintoisti che unificano simbolicamente la nazione giapponese (Shintoismo imperiale). Questa dichiarazione, pur essendo stata emanata per ragioni politiche, è religiosamente parlando priva di significato ed indicò soltanto la fine dell'imposizione dello Shintoismo di Stato.
Secondo la costituzione Showa, al di là degli atti di stato elencati nella costituzione, il ruolo dell’imperatore nel governo nazionale scomparve, con la maggior parte dei riti tradizionali del palazzo diventati affari privati della famiglia imperiale. Nondimeno, la riverenza per il tennō e la famiglia imperiale rimane forte e questo è completato da vari riti domestici imperiali eseguiti per sostenere la gente. Inoltre, l’Imperatore e altri membri della famiglia imperiale svolgono un ruolo importante nella “diplomazia imperiale domestica” non politica, alimentando buoni rapporti con altri paesi in tutto il mondo. Ancora oggi il termine tennōsei viene ampiamente usato quando si parla dell’imperatore e della famiglia imperiale, ma poiché questo termine è stato usato allo scopo di criticare l’esistenza dell’Imperatore, recentemente c’è stata invece una tendenza a usare il termine “tennō-seido”, più neutrale dal punto di vista del valore.

## Simbologia

### Torii
Il torii è per antonomasia il simbolo universalmente riconosciuto dello Shintoismo. Rappresenta i portali che danno accesso ai templi o ad una qualsiasi zona naturale considerata sacra. Il torii è un simbolo di misticismo. Esso rappresenta l'eterna interazione, poiché immedesimazione, del mondo umano con il mondo divino. Attraversare un torii significa rivitalizzare i sensi spirituali e rinnovare di continuo la partecipazione alla vita, all'universo intero e alla propria esistenza soggettiva.
L'origine di questo simbolo è pressoché sconosciuta, alcuni la ricollegano al mito in cui Amaterasu si nascose in una caverna per sfuggire a Susanoo, altri ne vedono l'origine analizzando l'etimo della parola. Torii è infatti composto da tori, che significa uccello con l'aggiunta di una i finale. Secondo questa spiegazione i primi torii erano volti ad ospitare gli uccelli, considerati particolarmente importanti dalla religione shintoista poiché simboleggianti il contatto tra la Terra e il cielo, metafore rispettivamente del mondo umano e di quello divino.

### Tomoe
Il Tomoe, detto anche Yin-Yang-Yuan o Triplo Taijitu, è il simbolo della triplicità dell'energia cosmica shintoista (vedi il paragrafo sulla trinità shintoista). Due delle tre parti rappresentano i due principi polari, Yin e Yang, la terza parte rappresenta l'universo, ovvero tutte le manifestazioni che scaturiscono dai due principi primordiali.
Esistono molte varianti del Tomoe, data la grande diffusione che ha avuto il simbolo, che oltre a caratterizzare lo Shintoismo è entrato a far parte anche della simbologia buddhista. La versione più diffusa è quella prettamente tripolare (Mitsu Tomoe), in linea alla cosmologia shintoista. Si definisce tuttavia Tomoe, anche il simbolo tipicamente in stile giapponese ma bipolare, assimilabile quindi al Taijitu taoista. L'aspetto di quest'ultimo ha fortemente influenzato lo stile della versione cinese del Tomoe (Yin-Yang-Yuan).

### Corda sacra
La corda sacra, in giapponese detta shimenawa (注連縄?), a volte abbreviato in shime, è una composizione che appare molto spesso nei templi shintoisti e nei luoghi sacri. Ad esempio viene frequentemente appesa all'asta orizzontale dei torii per incrementarne il significato sacro, oppure la si può trovare legata al tronco di un albero, o attorno ad una roccia, poiché considerati espressione delle potenze spirituali.
Lo shimenawa consiste in una treccia di paglia di riso, alla quale vengono appese strisce di carta, i cosiddetti gohei (御幣?), che come già detto precedentemente sono, dopo lo specchio, l'elemento più utilizzato per raffigurare le divinità. La parola shimenawa è composta da tre kanji di cui l'ultimo è nawa (che letteralmente vuol dire "corda"), mentre gli altri due corrispondono approssimativamente ai termini "scrosciare" (sosogu) e "serie", "gruppo", "raccolta" (ren). La parola shimekazari (注連飾り?) indica invece l'insieme di decorazioni realizzato con più shimenawa (kazari significa appunto decorazione).

### Maneki neko o Gatto della fortuna

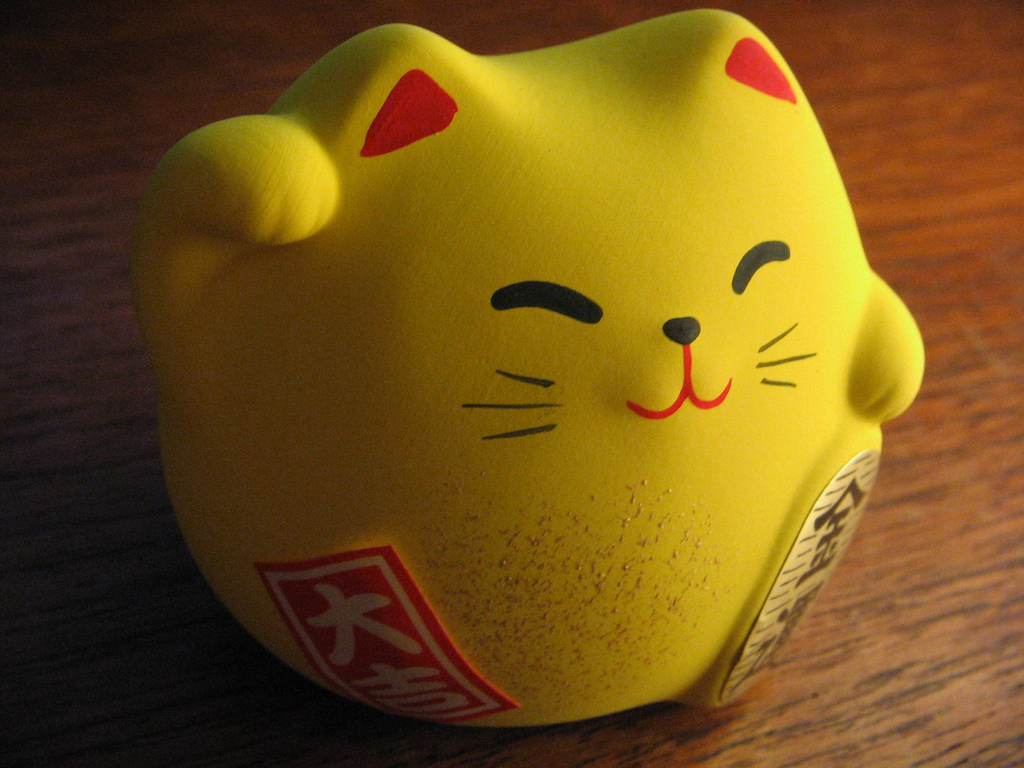
Amuleto Maneki neko

Questa è sicuramente la più popolare delle leggende che avvolgono la figura del Maneki neko (招き猫? lett. "gatto che invita"), all'estero chiamato anche gatto della fortuna. In ognuna di queste leggende ci sono comunque dettagli similari, in particolare il salvataggio di qualcuno da parte di questo gatto. Da leggenda popolare il Maneki neko è ben presto diventato uno dei simboli più popolari del Giappone, e seppur di origine buddhista, le sue raffigurazioni sono usate come amuleto anche nella religione shintoista. È molto frequente, in Giappone, imbattersi in queste raffigurazioni feliniformi in qualsiasi tipo di ambiente, case, ristoranti, alberghi, centri commerciali.
Si crede che questo amuleto abbia poteri mistici e capacità di protezione nei confronti dell'ambiente in cui si trova, portando salute, fortuna e denaro. La figura del Maneki neko risalirebbe al XIV o XVII secolo, e avrebbe avuto origine ad Osaka, anche se tradizioni precedenti potrebbero risalire addirittura a millenni fa, quando i primi gatti furono importati in Giappone attraverso la Cina dai coltivatori di bachi da seta.
Data l'antica origine della credenza nel Maneki neko, ne esistono migliaia di tipologie diverse, modellate nelle forme più originali ed utilizzando i materiali più vari; solo l'impostazione è sempre la stessa: un gatto seduto con una campanella allacciata al collo e una zampa sollevata in segno di saluto. Interessante è la posizione delle zampe, infatti sebbene le rappresentazioni con la zampa sinistra sollevata siano più comuni di quelle con la zampa destra alzata, la ragione esatta della differenza non è chiara. Alcuni ritengono che la zampa sinistra sollevata significhi denaro e fortuna, mentre la destra significhi salute. Altri sostengono che la sinistra propizi gli affari e la destra la famiglia.
Il gatto è anche rappresentato in una vasta gamma di colori, ognuno dei quali ha un suo significato. Quello più comune è il bianco, che significa già di per sé buona fortuna. Il business di questi amuleti ha una forte importanza nel Giappone moderno, ed esistono laboratori di artisti specializzati nella produzione delle statuette.

## Templi
La pratica della costruzione di templi shintoisti, in giapponese jinja o jingu, ebbe origine con l'introduzione del Buddhismo, probabilmente ad imitazione dei templi di quest'ultima tradizione. Il rito shintoista, in origine, veniva praticato all'aperto, di solito con piccoli reliquiari mobili o in aree chiamate miya. Ovviamente era possibile trovare eccezioni, templi fissi, i primi dei quali sono identificabili come la forma primordiale di architettura shintoista.

### Stili
Il tempio si è poi adattato a differenti stili architettonici, oltre a quello buddhista assorbì anche caratteristiche degli stili taoista e confuciano. Oggi si possono trovare templi manifesto di ognuno di questa miriade di stili, da quello utilizzato nella maggior parte dei templi, allo stile del tempio di Ise caratterizzato dai tetti in paglia, allo stile moderno. Nell'apparente caos stilistico lo Shintoismo mantenne le sue regole di costruzione più originali, in particolare i materiali utilizzati, la disposizione dei locali del tempio e gli ornamenti simbolici. Caratteristica comune a tutti i templi tradizionali è l'utilizzo di materiali da costruzione naturali, il legno in primis, sebbene con l'importazione degli stili architettonici cinesi si ebbe una discreta diffusione dell'utilizzo della pietra, oltre all'introduzione della pittura e della scultura. Il Buddhismo oltre all'architettura influenzò anche i rituali shintoisti e le raffigurazioni divine, infatti in epoca medievale avvenne un'esplosione di raffigurazioni shintoiste con marcati caratteri buddhisti.
Oggi sebbene la maggior parte dei nuovi templi tenda a rispettare gli stili tradizionali, altrettanto spesso si tende a sviare, sperimentando e proponendo nuovi stili architettonici, con la costruzione di templi decisamente futuristici, caratterizzati dall'utilizzo di materiali come l'acciaio, il cemento e il vetro.

### Locali
Il tempio shintoista ha una struttura ben precisa. È sempre suddiviso in una serie di locali caratterizzati ognuno da una specifica funzione:
- Honden: esclusiva del complesso templare, si tratta infatti del locale più sacro, che ospita la raffigurazione della divinità. Spesso questa zona è chiusa al pubblico e solo i preti possono averne accesso, per compiere i riti di purificazione.
- Haiden: la "sala della preghiera o "oratorio" è la zona in cui i fedeli possono recarsi a pregare e dove si tengono alcune cerimonie. È completata solitamente da panche e sedie, come in un tempio cristiano. Non è tuttavia la sola zona in cui si prega, infatti in templi speciali come quello di Ise, sia preti che laici offrono le loro preghiere sedendosi all'esterno, nei giardini del tempio.
- Heiden: è la "sala delle offerte". Non è presente in tutti i templi in quanto ognuno di essi tramanda propri riti per celebrare le offerte. Queste offerte sono simboleggiate da vivande, che possono essere disposte su tavoli, appese, sparse nei boschi o nell'acqua. In alcuni templi le offerte vengono accumulate negli heiden.
- Chokushiden: si tratta di una sala speciale dove si tiene la cosiddetta "comunione dei cibi", in giapponese ainame, durante la quale i fedeli mangiano le offerte stesse fatte alle divinità. Questo rituale simboleggia l'unione mistica tra l'uomo e il kami, permessa dal cibo, che viene assunto simbolicamente da entrambi.
- Altre sale: il tempio ospita spesso anche sale utilizzate per le pratiche rituali legate alla musica e alla danza. Furono introdotte nel periodo medievale. Sono solitamente due, collocate simmetricamente a destra e a sinistra della sala principale. Musica e danza sono considerati importanti, poiché si dice favoriscano l'armonia tra l'uomo e i kami.

### Area d'ingresso

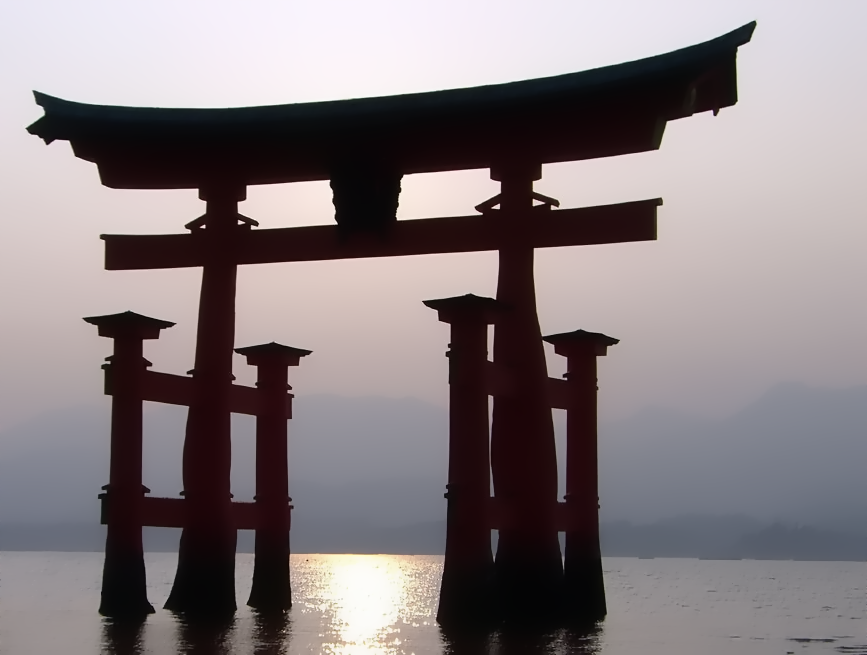
Torii del tempio di Itsukushima

L'area d'ingresso di un tempio shintoista è nella quasi totalità dei casi contrassegnata dalla presenza di un torii. Il nome (che letteralmente significa "dove risiedono gli uccelli") indica il classico portale mistico che segnala l'entrata nell'area sacra, che oltre ad un tempio può essere una qualsiasi zona naturale caratterizzata da una forte bellezza e singolarità. Un torii è costituito da due pilastri verticali che ne sostengono due orizzontali, e completato da una tavoletta centrale, tra le due aste orizzontali, che solitamente riporta il nome del tempio, dell'area sacra o una frase particolarmente significativa. L'origine di questa struttura è pressoché sconosciuta e si perde nella leggenda (vedi il paragrafo nel capitolo sulla simbologia per approfondire).
Si tratta di un simbolo molto semplice, ma dai significati estremamente profondi, esso simboleggia principalmente il cancello che separa il mondo fisico dal mondo spirituale. Il torii è tradizionalmente costruito in legno e dipinto di colore rosso vermiglio. Ovviamente con il tempo, e in particolare nella modernità si sono presentate numerose varianti, tra cui la pietra e ancor più di recente il metallo.

### Bosco sacro
Inizialmente i templi shintoisti venivano edificati in zone incontaminate e isolate dai centri abitati. Sebbene con la grande urbanizzazione del Giappone, oggi, i nuovi templi (in particolare quelli piccoli) non abbiano più la caratteristica di essere immersi in boschi verdeggianti, i luoghi di culto principali tendono invece a conservarla. Questa tradizione va ricollegata senza dubbio alla sacralità della natura e al posto prominente che essa deve mantenere nella vita umana, per permettere all'uomo di rimanere sempre in equilibrio con il mondo. I giardini circondanti i templi sono parte fondamentale della religione shintoista, protettrice della natura in quanto divina. I boschi evocano quel tipo di armonia con il mondo e con il divino che l'uomo tecnologizzato tende sempre più a dimenticare. Subito dopo aver attraversato la prima tappa rappresentata dal torii, nei grandi templi, si accede immediatamente al bosco, attraversato di solito da un sentiero chiamato sando.
Il sando, che attraversa la zona boschiva e conduce alla struttura templare, è molto più di un semplice camminamento, rappresenta infatti un cammino mistico. Riflette il sentiero che l'uomo deve compiere per giungere alla comprensione del divino, ovvero intraprendere un passaggio attraverso la natura, unico vero mezzo per conoscere quale sia il mistero della vita. Il sando è un cammino rituale, che il fedele intraprende per giungere alla purificazione e liberare la mente, in modo da raggiungere la contemplazione e la venerazione dei kami con la spontaneità più pura possibile. Ai lati del sando, che spesso può essere anche una scalinata, sono poste di frequente statue di animali sacri, o lanterne di pietra, che dividono il percorso in una serie di tappe. È comune anche che il sando, in certi templi, attraversi un ponte, chiamato shinkyo. La traversata del ponte — e quindi dell'acqua — simboleggia la purificazione.
Il Giappone è uno dei paesi più industrializzati al mondo: dire che il 67% del suo territorio è ancora coperto da foreste sembrerebbe un paradosso, eppure si tratta della realtà. Probabilmente il Giappone, più che alla geografia territoriale e al carattere montagnoso, deve proprio alle sue tradizioni e ai suoi valori religiosi questo interessante ossimoro.
Data la radicata credenza nella sacralità dell'universo i templi rappresentano in un certo senso un microcosmo, una piccola riproduzione degli elementi naturali nella loro essenza: il giardino rappresenta i boschi e le foreste di tutto il mondo, la fonte per le abluzioni il fiume, le pietre nei giardini rappresentano le montagne e infine gli stagni, rappresentano i mari e i laghi.

## Conversione

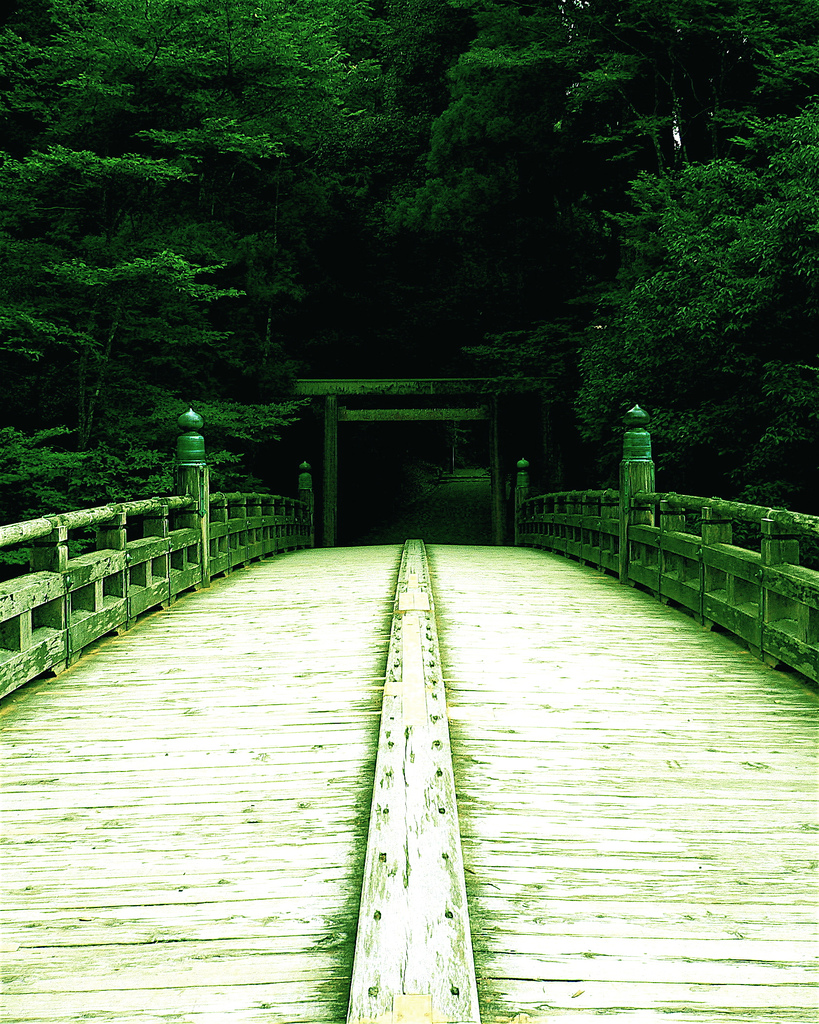
Ponte sacro shinkyo

L'espressione conversione allo Shintoismo non è poi così appropriata, difatti per diventare shintoisti non è necessaria nessuna conversione in senso stretto, ovvero nessun rituale particolare o l'adesione a una qualche comunità: questo perché lo Shintoismo non richiede nessuna trasformazione, in quanto si è già predisposti ad abbracciare questa religione, in quanto essa scaturisce dallo spirito profondo dell'uomo. In qualità di religione cosiddetta naturale, lo Shintoismo insegna che diventare shintoisti significa semplicemente credere nei suoi precetti, con coerenza e sentimento. Credere nei suoi valori e metterli in pratica, credere nei kami, gli spiriti della natura: queste sono le due condizioni essenziali che fanno di un uomo uno shintoista.

## Effetti culturali dello Shintoismo
Lo Shintoismo è stato definito «la religione della giapponesità» ed i valori ed usi di questa religione sono inseparabili da quelli della cultura giapponese precedente all'influsso delle idee cinesi che avvenne alla metà del VI secolo. Molte famose pratiche giapponesi hanno radici dirette o indirette nello Shintoismo. Per esempio alla base delle tipiche arti giapponesi delle composizioni floreali ikebana, dell'architettura tradizionale e dei giardini alla giapponese ci sono chiaramente gli ideali shintoisti di armonia con la natura. Un collegamento più esplicito allo Shintoismo è nel Sumo dove, anche nella versione moderna, alcuni rituali shintoisti vengono eseguiti prima di un incontro, come la purificazione dell'arena cospargendola di sale. È tuttora consuetudine per molti giapponesi dire Itadakimasu ("ricevo umilmente [questo cibo]") prima di mangiare e gran parte dell'enfasi giapponese sulle forme corrette di saluto può essere considerata una continuazione dell'antica credenza shintoista del kotodama (parole con un effetto magico sul mondo). Molte pratiche culturali giapponesi, come l'uso di bacchette di legno per mangiare o quello di togliersi le scarpe prima di entrare in un edificio, possono aver avuto origine da credenze e pratiche shintoiste.
Secondo alcuni, l'ideologia shintoista ha avuto un notevole impatto sulle nuove generazioni occidentali attraverso i manga e gli anime che ne sono fortemente permeati. Più di tutti, ad esempio, Lamù e Sailor Moon, in cui sono presenti in maniera quasi fissa: templi shintoisti, sacerdoti, pratiche shinto (guarigioni, esorcismi, fortuna, protezioni), spiriti, leggende e tradizioni varie. Ma in minor modo possiamo ugualmente trovare lo shintoismo in Sampei, Bia la sfida della magia, Ranma, L'incantevole Creamy, Your Name e tanti altri ancora.
Invece in relazione con il cristianesimo (anche il Dio dei cristiani in giapponese viene tradotto come "kami"), in Giappone si afferma che Gesù Cristo ha viaggiato, imparato lo Shintō, e alla fine è morto all'età di 106 anni a Shingō che è un villaggio giapponese della prefettura di Aomori ove tra le attrazioni locali figura la "Tomba di Gesù Cristo". Questa leggenda è probabilmente riconducibile alla confusione fatta tra Gesù e i missionari cristiani che nel XVI secolo si addentrarono nel territorio del paese asiatico. La leggenda è stata poi probabilmente sfruttata dall'impero nel XX secolo per rafforzare il sentimento nazionalista della popolazione e per tentare di sradicare il cristianesimo, dato che, sempre secondo la leggenda, Gesù si sarebbe convertito allo shintoismo.